# Gephyromyza tesaceipes
Gephyromyza tesaceipes är en tvåvingeart som beskrevs av Malloch 1933. Gephyromyza tesaceipes ingår i släktet Gephyromyza och familjen myllflugor. Inga underarter finns listade i Catalogue of Life.